# Regney
Regney település Franciaországban, Vosges megyében. Lakosainak száma 103 fő (2022. január 1.). Regney Bettegney-Saint-Brice, Bouxières-aux-Bois, Derbamont, Frizon, Madegney és Saint-Vallier községekkel határos.

## Népesség
A település népessége az elmúlt években az alábbi módon változott:
| Lakosok száma | 88   | 84   | 88   | 92   | 96   | 99   | 100  | 103  |
|               | 2013 | 2015 | 2017 | 2018 | 2019 | 2020 | 2021 | 2022 |